# Grönwalls Bryggeri

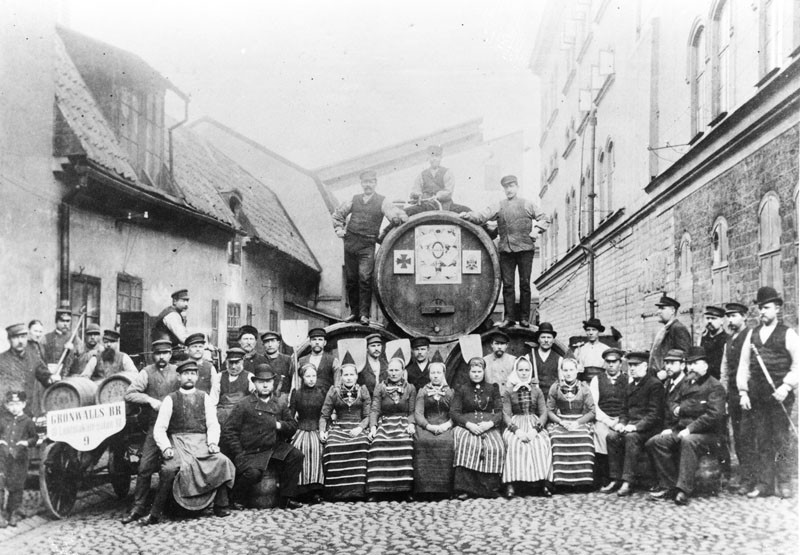
Personalen på gården till Grönwalls Bryggeri 1906

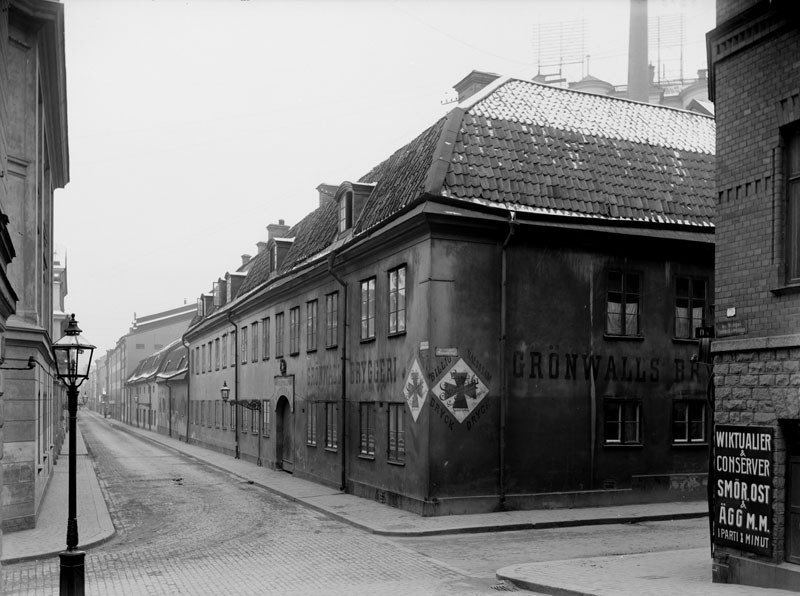
Bryggerikontoret från 1770-talet vid korsningen Luntmakargatan/Tunnelgatan omkring 1906

Grönwalls Bryggeri var ett ölbryggeri som låg i kvarteret Oxen Mindre vid Luntmakargatan 14-18 på Norrmalm i Stockholm. Produktionen vid Luntmakargatan upphörde 1912. 

## Historia
I kvarteret Oxen har det bryggts öl sedan 1722. År 1867 köpte Anders Grönwall bryggeriet som 1875 övertogs av Carl Axel Grönwall. Under Carl Axel Grönvall expanderade verksamheten kraftigt, man byggde till och moderniserade. Grönwalls bryggeri sålde en speciell, konisk flaska med text präglad relief i glaset. Fyra olika textvarianter är kända på dessa flaskor.  
År 1889 bildades en kartell, bryggerigruppen AB Stockholms Bryggerier som köpte till en början Hamburgerbryggeriet och Nürnbergs Bryggeri. Fusionen lockade många andra bryggare och under den följande tiden köptes även Grönwalls Bryggeri upp. 

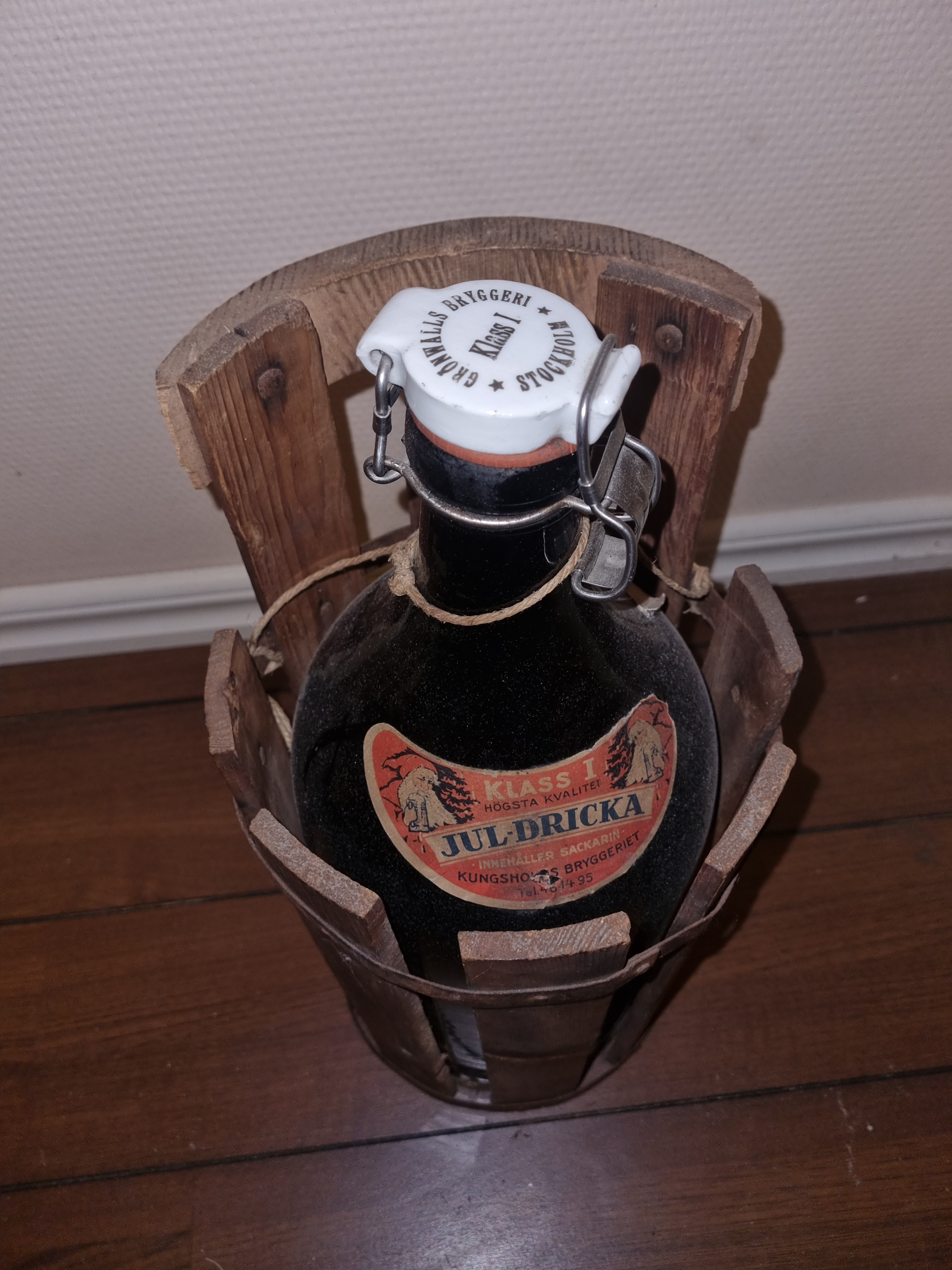
En flaska svagdricka från Grönwalls bryggeri.

Eftersom Stockholms Bryggerier ville renodla och koncentrera verksamheten begränsade man 1903 produktionen vid Grönwalls Bryggeri till enbart svagdricka. 1912 upphörde produktionen i kvarteret Oxen Mindre helt och verksamheten flyttades till Neumüllers Bryggeri vid Åsögatan på Södermalm (som sedermera tog över namnet från S:t Eriks Bryggeri). Vid Neumüllers/S:t Eriks Bryggeri användes Grönwalls namn för vissa produkter. Drycken med namnet Grönwalls Svagdricka såldes till 1960-talet. 
Under 1950-talet hade svagdricksproduktionen flyttats till Münchenbryggeriet på Söder Mälarstrand och bedrevs där som en egen tappningsenhet under namnet "Grönwalls Bryggeri." Bryggning, jäsning och lagring skedde dock inom samma avdelningar som Münchenbryggeriets produktion av öl "Klass I" och "Klass II."
Bryggeribyggnaderna vid Luntmakargatan såldes i olika omgångar. 1949 förvärvade Thulebolagen (numera Skandia) huvuddelen som revs 1976. Då Stockholms stadsmuseum gjorde sin industribyggnadsinventering 1979 fanns fortfarande två bryggeribyggnader (som ursprungligen fungerat som lager och iskällare) samt det tidigare bryggerikontoret från 1770-talet kvar. Bryggeribyggnaderna revs på 1980-talet, medan det gamla bryggerikontoret renoverades. 